# Valle di Cadore
Valle di Cadore település Olaszországban, Veneto régióban, Belluno megyében. Lakosainak száma 1849 fő (2023. január 1.). Valle di Cadore Ospitale di Cadore, Perarolo di Cadore, Pieve di Cadore, Vodo di Cadore és Cibiana di Cadore községekkel határos.

## Népesség
A település lakossága az elmúlt években az alábbi módon változott:
| Lakosok száma | 1914 | 1885 | 1849 |
|               | 2017 | 2018 | 2023 |